# Xã Byrd, Quận Brown, Ohio
Xã Byrd (tiếng Anh: Byrd Township) là một xã thuộc quận Brown, tiểu bang Ohio, Hoa Kỳ. Năm 2010, dân số của xã này là 739 người.